# Charczawik Mińsk
Charczawik Mińsk (biał. ФК «Харчавік» Мінск) – białoruski klub piłkarski, mający siedzibę w stolicy kraju, mieście Mińsk, grający w 1954 roku w rozgrywkach Klasy B mistrzostw ZSRR.

## Historia
Chronologia nazw:
- 1950: Charczawik Mińsk (biał. ФК «Харчавік» (Мінск))
- 1955: klub rozwiązano

Klub piłkarski Charczawik został założony w miejscowości Mińsk w 1950 roku i reprezentował Dobrowolne Towarzystwo Sportowe Charczawik, zrzeszające pracowników przemysłu piekarniczego, rybnego, tytoniowego i piwowarskiego. W 1954 zespół debiutował w Klasie B (D2) Mistrzostw ZSRR, zajmując 6. miejsce w grupie 2. Również brał udział w rozgrywkach Pucharu ZSRR. W następnym sezonie 1955 nie przystąpił do rozgrywek na poziomie zawodowym i występował w Mistrzostwach Białoruskiej SRR, zajmując trzecie miejsce w grupie 3. Ale potem klub został rozwiązany.

## Barwy klubowe, strój, herb, hymn
|  |  |

Klub ma barwy biało-czerwone. Piłkarze domowe spotkania zazwyczaj grają w białych koszulkach, czerwonych spodenkach oraz białych getrach.

## Sukcesy

### Trofea międzynarodowe
Do chwili obecnej klub jeszcze nigdy nie zakwalifikował się do rozgrywek europejskich.

### Trofea krajowe
Białoruś
| \| \| Zdobyte trofea w rozgrywkach Białorusi (stan na: 31-05-2021) \| |                                                              |      |          |
| Rozgrywki                                                             | Osiągnięcie                                                  | Razy | Sezon(y) |
| Mistrzostwo                                                           | I miejsce                                                    | 0    |          |
| Mistrzostwo                                                           | II miejsce                                                   | 0    |          |
| Mistrzostwo                                                           | III miejsce                                                  | 0    |          |
| Puchar                                                                | zdobywca                                                     | 0    |          |
| Puchar                                                                | finalista                                                    | 0    |          |
| II liga                                                               | I miejsce                                                    | 0    |          |
| II liga                                                               | II miejsce                                                   | 0    |          |
| II liga                                                               | III miejsce                                                  | 0    |          |
| Białoruś                                                              | Zdobyte trofea w rozgrywkach Białorusi (stan na: 31-05-2021) |      |          |

ZSRR
| \| \| Zdobyte trofea w rozgrywkach Związku Radzieckiego (stan na: 31-12-1991) \| |                                                                         |      |               |
| Rozgrywki                                                                        | Osiągnięcie                                                             | Razy | Sezon(y)      |
| Mistrzostwo                                                                      | I miejsce                                                               | 0    |               |
| Mistrzostwo                                                                      | II miejsce                                                              | 0    |               |
| Mistrzostwo                                                                      | III miejsce                                                             | 0    |               |
| Puchar                                                                           | zdobywca                                                                | 0    |               |
| Puchar                                                                           | finalista                                                               | 0    |               |
| Puchar                                                                           | 1/16 finału                                                             | 1    | 1954          |
| II liga                                                                          | I miejsce                                                               | 0    |               |
| II liga                                                                          | II miejsce                                                              | 0    |               |
| II liga                                                                          | III miejsce                                                             | 0    |               |
| II liga                                                                          | 6.miejsce                                                               | 1    | 1954 (2 zona) |
|                                                                                  | Zdobyte trofea w rozgrywkach Związku Radzieckiego (stan na: 31-12-1991) |      |               |

- Mistrzostwa Białoruskiej SRR:
  - 3.miejsce (1x): 1955 (3 grupa)

## Poszczególne sezony

### Rozgrywki międzynarodowe

#### Europejskie puchary
Nie uczestniczył w rozgrywkach europejskich.

### Rozgrywki krajowe
ZSRR
| \| \| Bilans występów klubu w rozgrywkach piłkarskich Związku Radzieckiego (Stan na 31 maja 2021 r.) \| |                                                                                                |        |       |   |   |   |    |    |     |           |        |        |      |
| Poziom                                                                                                  | Rozgrywki                                                                                      | Sezony | Mecze | Z | R | P | B+ | B– | Pkt | Lata      | Awanse | Spadki | Naj. |
| I | Wysszaja liga                                                                                  | 0      |       |   |   |   |    |    |     |           | 0      | 0      |      |
| II | Klass B                                                                                        | 1      |       |   |   |   |    |    |     | 1954      | 0      | 0      | 6    |
| | Puchar ZSRR                                                                                    | 2      |       |   |   |   |    |    |     | 1954–1955 | 0      | 0      | 1/16 |
| | Bilans występów klubu w rozgrywkach piłkarskich Związku Radzieckiego (Stan na 31 maja 2021 r.) |        |       |   |   |   |    |    |     |           |        |        |      |

## Struktura klubu

### Stadion
Klub piłkarski rozgrywa swoje mecze domowe na stadionie Charczawik w Mińsku, który znajdował się w parku im. Gorkiego, na terenach obecnego klubu hokejowego Junost Mińsk.

## Kibice i rywalizacja z innymi klubami

### Derby
- Budaunik Mińsk
- Dynama Mińsk
- FSzM Mińsk
- SKA Mińsk
- SKIF Mińsk
- Spartak Mińsk
- Sputnik Mińsk
- Tarpieda Mińsk
- Traktar Mińsk